# سيارة تيسلا رودستر الخاصة بإيلون ماسك

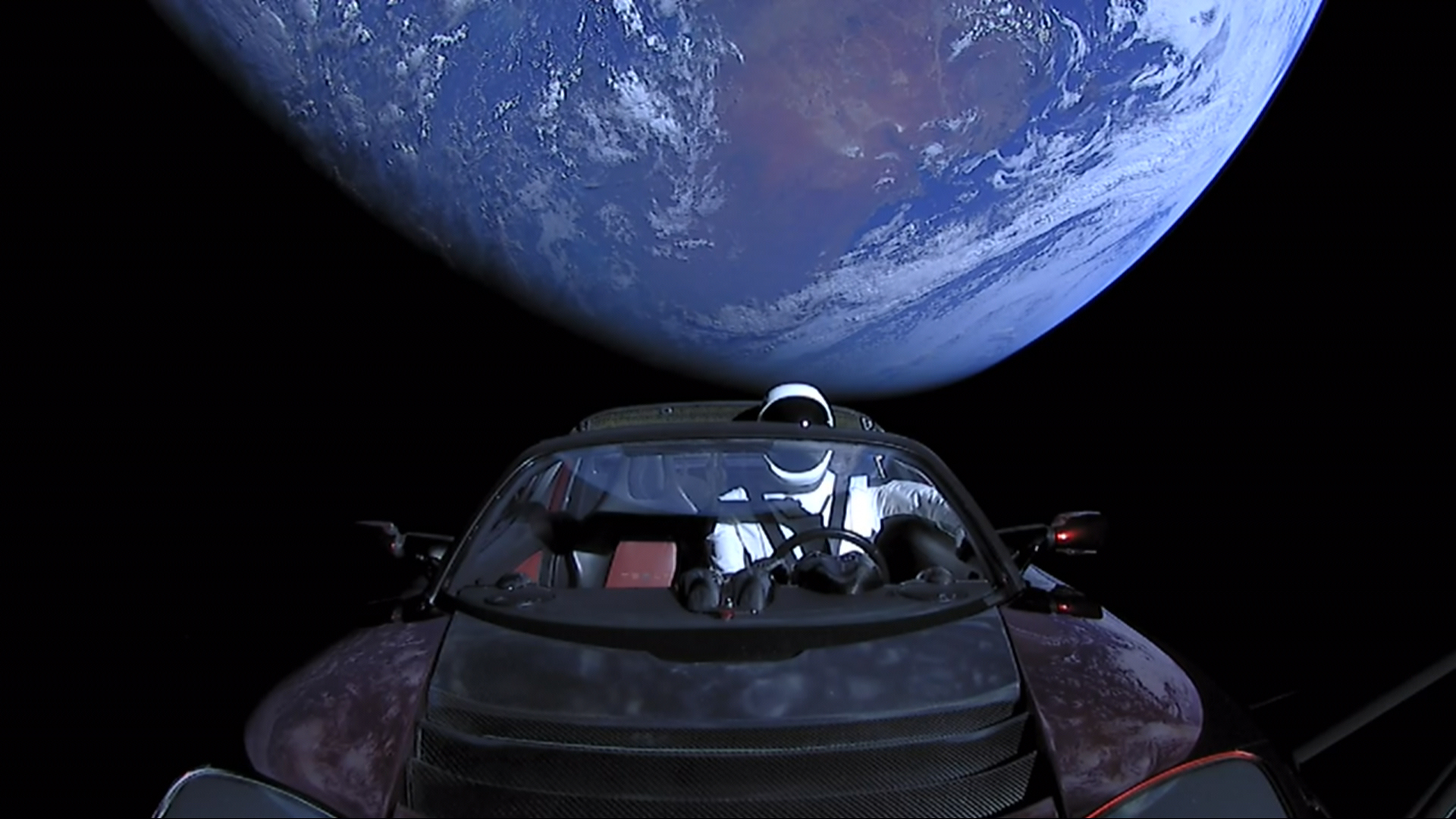
صورة لسيارة التيسلا على متن المرحلة العليا لصاروخ فالكون الثقيل مع كوكب الأرض في الخلفية.

سيارة تيسلا رودستر الخاصة بإيلون ماسك هي سيارة رياضية كهربائية استُخدمت كحمولة وهمية لرحلة صاروخ فالكون الثقيل الاختبارية في فبراير 2018 قبل أن تصبح قمرًا صناعيًا يدور حول الشمس. أُجلست دمية ترتدي بدلة فضاء تُسمى «ستارمان» على مقعد السائق. السيارة والصاروخ من إنتاج شركتي تسلا وسبيس إكس، على التوالي، وكلاهما برئاسة إيلون ماسك، الذي امتلك السيارة، من طراز رودستر 2008، واستعملها سابقًا للتنقل إلى العمل. إنها أول سيارة طرقات تُطلق إلى الفضاء وأول سيارة تدور حول الشمس.
اكتسبت السيارة، التي رُكِبت على متن المرحلة الثانية للصاروخ، سرعةً كافية للإفلات من جاذبية الأرض والدخول في مدار إهليلجي حول الشمس يقطع مدار المريخ. تصل السيارة إلى أبعد نقطةٍ في مدارها عند الأوج على بعد 1.66 وحدة فلكية (إيه يو) من الشمس. خلال الجزء الأول من الرحلة خارج غلاف الأرض الجوي، أُرسِل فيديو مباشر من السيارة إلى مركز التحكم بالمهمة وبُثّ مباشرةً لمدة تزيد قليلًا عن أربع ساعات.
أشار محللو الإعلانات إلى أسلوب ماسك بإدارة علاماته التجارية بعد أن قرر إطلاق سيارة التيسلا إلى الفضاء. أوضح ماسك أنه أراد إلهام المشاهدين حول «إمكانية حدوث شيء جديد في الفضاء» كجزء من رؤيته الأكبر لنشر البشرية على كواكب أخرى.

## نظرة عامة

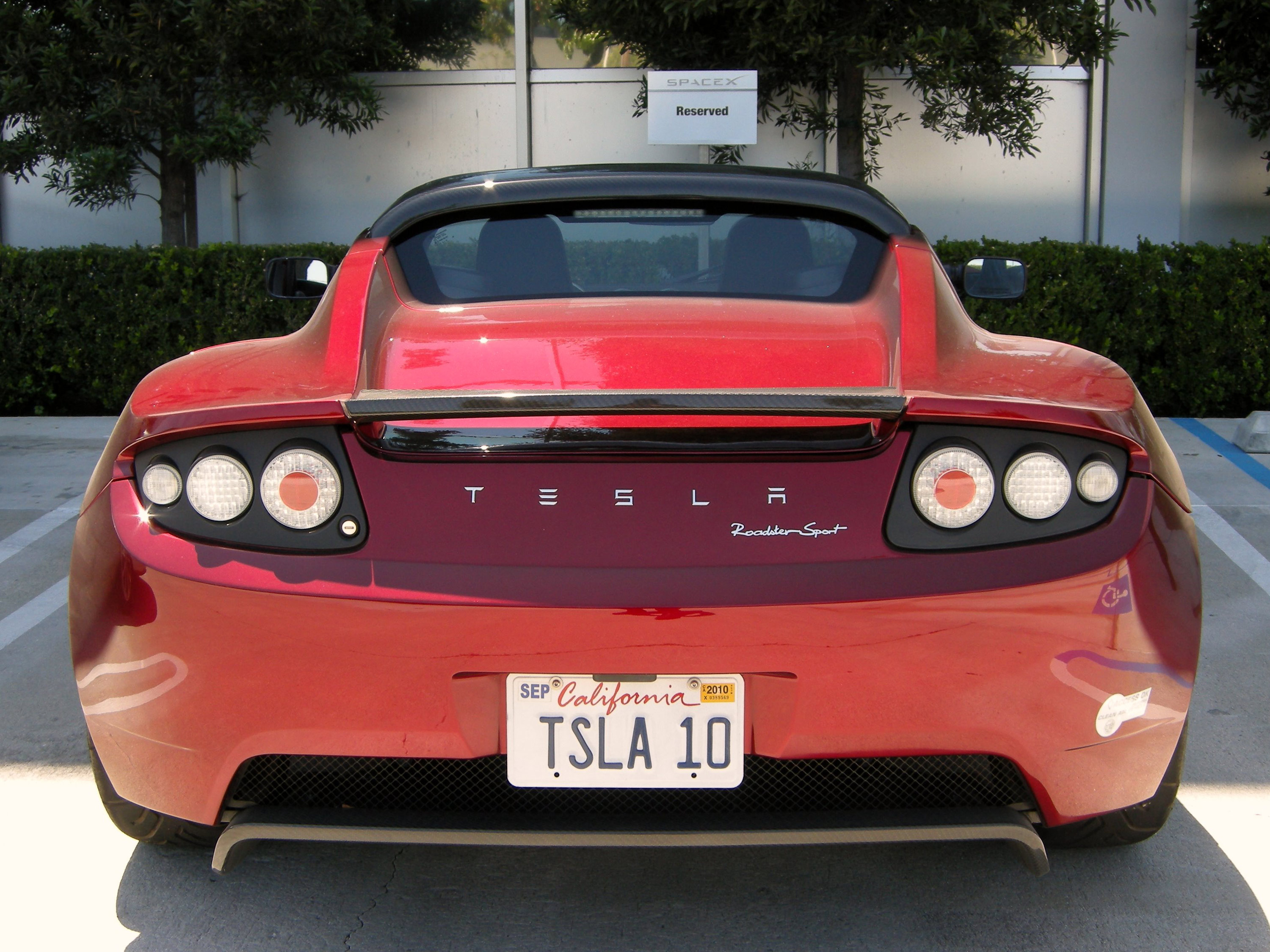
سيارة التيسلا الخاصة بإيلون ماسك مصفوفة أمام مقر سبيس إكس عام 2010.

في مارس 2017، قال مؤسس شركة سبيس إكس، إيلون ماسك، أنه نظرًا لأن إطلاق صاروخ فالكون الثقيل الجديد سيكون محفوفًا بالمخاطر، فسيحمل على متنه «أسخف ما يمكننا تخيله». في يونيو 2017، اقترح أحد متابعيه على تويتر أن تكون تلك الحمولة سيارة تيسلا طراز إس، ورد ماسك عليه «نرحب بالاقتراحات!». في ديسمبر 2017، أعلن أن الحمولة ستكون سيارته الخاصة «تيسلا رودستر كرزية اللون». في وقت لاحق من ذلك الشهر، نُشرت صور للسيارة قبل وضع غلاف الحمولة عليها.
كان أحد أهداف الرحلة التجريبية هو إثبات أن الصاروخ الجديد قادر على حمل حمولة إلى مدار مريخي. رفضت ناسا عرض سبيس إكس لحمل حمولة علمية على متن الصاروخ.
بعد الإطلاق الناجح، أصبحت رودستر أول مركبة طرقات تُرسل إلى الفضاء، على الرغم من إطلاق العديد من المركبات القمرية والمريخية المتجولة سابقًا.

## مسار السيارة
أصدر المكتب الأمريكي للنقل الفضائي التجاري رخصة إطلاق رحلة فالكون الثقيل التجريبية في 2 فبراير 2018. انطلق الصاروخ من مجمع الإطلاق 39 إيه في مركز كينيدي للفضاء الساعة 15:45 بتوقيت شرق الولايات المتحدة (20:45 بالتوقيت العالمي المنسق) في 6 فبراير. وُضعت المرحلة العليا التي تحمل السيارة في البداية في مدار وقوف حول الأرض. أمضت المرحلة ست ساعات وهي تمر عبر أحزمة فان آلن الإشعاعية، ما أثبت الإمكانية الجديدة التي طلبتها القوات الجوية الأمريكية المتمثلة في وضع أقمار صناعية استخبارية ثقيلة في مدار جغرافي ثابت. ثم قامت المرحلة العليا بإطلاق محركاتها للمرة الثانية للوصول إلى مسار الإفلات المطلوب.
بُثّ الإطلاق مباشرةً، وأظهرت لقطات الفيديو من الفضاء سيارة الرودستر من زوايا مختلفة، مع وجود الأرض في خلفية المشهد، وذلك بفضل كاميرات وُضعت داخل السيارة وخارجها، على أذرع طويلة أُلحِقت بالقاعدة الخاصة بالسيارة على المرحلة العليا. قدّر ماسك أن بطارية السيارة ستستمر لأكثر من 12 ساعة، لكن البث المباشر استمر أكثر من أربع ساعات بقليل، وبالتالي انتهى قبل الإطلاق النهائي للمرحلة خارج مدار الأرض. نُشرت الصور من قِبل سبيس إكس كملكية عامة على حسابهم على موقع فليكر.
بعد الإطلاق، أُعطيت المرحلة الحاملة للسيارة رقمًا في دليل الأقمار الصناعية، 43205، واسم «تيسلا رودستر/فالكون 9 إتش». بالإضافة إلى الرمز 2018-017 إيه. نشر نظام جاي بّي إل هورايزنز حلولًا لمسار المرحلة الحاملة للسيارة، وقد أعطيت الرقم «-143205».
تقع السيارة في مدار حول الشمس يقطع مدار المريخ ويمتد إلى مسافة 1.66 وحدة فلكية من الشمس. مع ميل يقارب درجة واحدة عن مستوى مسار الشمس، مقارنةً بميل المريخ الذي يساوي 1.85 درجة، لا يمكن لهذا المسار اعتراض المريخ، لذا لن تمر السيارة بجوار المريخ ولن تدخل مدارًا حوله. كان هذا هو الجسم الثاني الذي أطلقته سبيس إكس لمغادرة مدار الأرض، بعد مهمة مرصد مناخ الفضاء العميق (دي إس سي أوه في آر) إلى نقطة لاغرانج الأولى الخاصة بالأرض والشمس (إل 1). بعد تسعة أشهر من الإطلاق، سافرت السيارة إلى ما وراء مدار المريخ، ووصلت إلى نقطة الأوج في الساعة 12:48 بالتوقيت العالمي المنسق في 9 نوفمبر 2018، على بعد 248892559 كيلومتر (1.664 وحدة فلكية) من الشمس. ستكون السرعة القصوى للسيارة بالنسبة للشمس نحو 121000 كيلومتر/ساعة (75000 ميل/الساعة) عند نقطة الحضيض.
حتى لو كان الصاروخ قد استهدف مدار انتقاليًا نحو مريخ، لما تمكنت السيارة من دخول مدار حول المريخ، لأن المرحلة العليا التي تحملها غير مجهزة بالوقود وقدرات المناورة والاتصالات اللازمة لذلك. أظهرت هذه الرحلة ببساطة أن صاروخ فالكون الثقيل قادر على إطلاق حمولات كبيرة باتجاه المريخ في مهمات مستقبلية محتملة.

## التأثير الثقافي

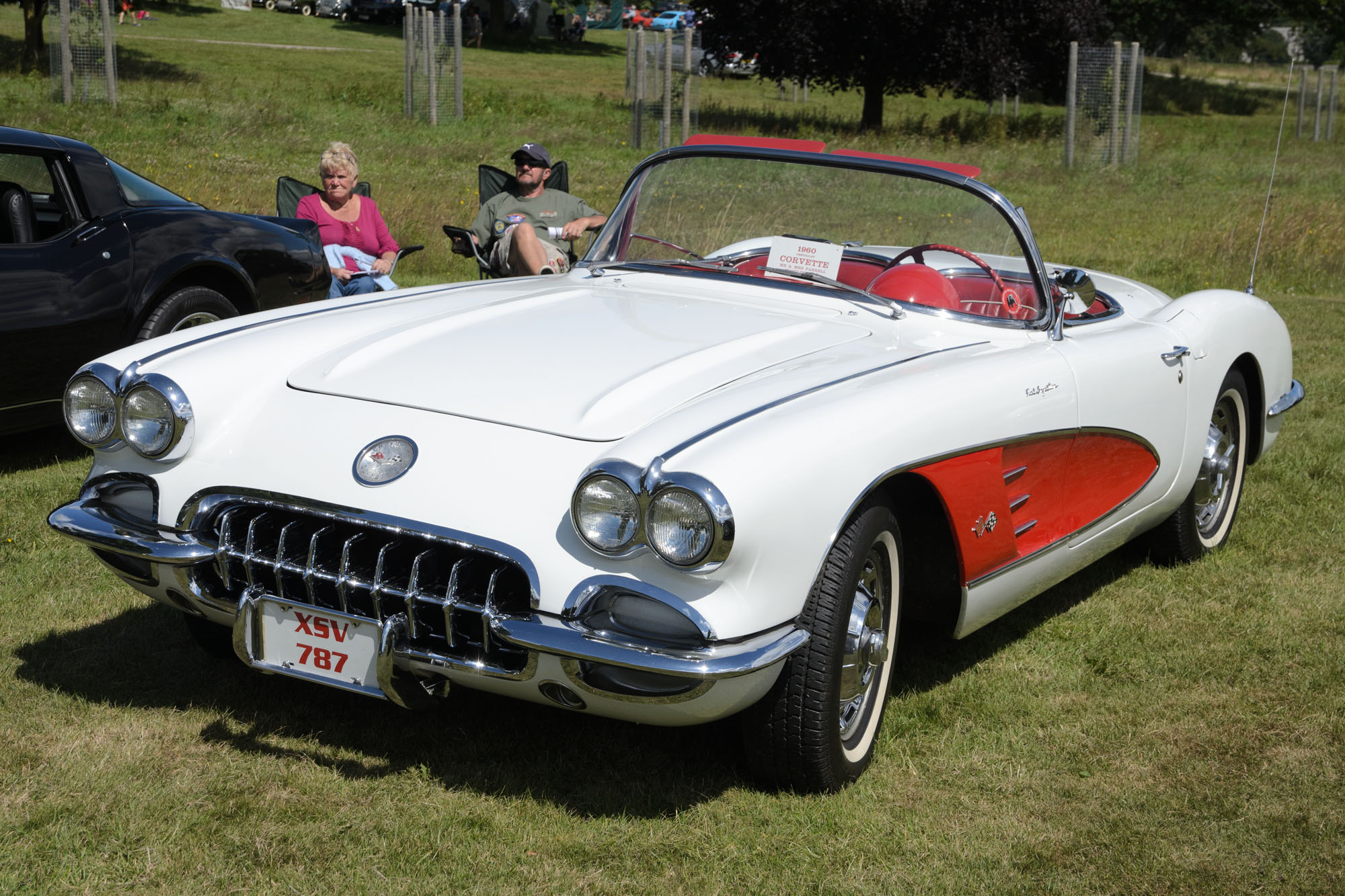
تسلا: تأثيره الثقافي وإرثه العلمي في عالم الابتكار والفن، مع لمحة عن تاريخ سيارات شفروليه كورفيت C1 (1960) في معرض السيارات الكلاسيكية في بودلويدان

سرعان ما أصبحت السيارة في الفضاء موضوعًا لميمات الإنترنت. وزعت شرطة أستراليا الغربية صورة لمسدس رادار موجه إلى سيارة الرودستر بينما كانت فوق أستراليا. أنتجت شركة سكودا مقطع فيديو ساخر لسيارة سكودا سوبيرب وهي تسير إلى مارس Mars (قرية في وسط فرنسا). حاولت شركة دونات ميديا إطلاق سيارة تيسلا طراز إكس مع علامة هوت وييلز التجارية إلى طبقة الستراتوسفير باستخدام منطاد طقس. أرسلت شركة توسكاي الروسية الناشئة، نموذجًا مصغرًا لسيارة لادا، التي تعود إلى الحقبة السوفيتية، حاملةً تمثالًا لرأس رئيس روسكوزموس ديمتري روجوزين إلى ارتفاع 20 كيلومتر لجمع بيانات اختبارية لتصميم مناطيد خاصة بدراسة طبقة الستراتوسفير.
أشارت بعض التقارير الإخبارية إلى تشابه الصور الحقيقية للسيارة حول الأرض وفيلم الرسوم المتحركة هيفي ميتال من عام 1981، الذي يروي قصة هبوط مسافر فضائي على الأرض في سيارة شيفروليه كورفيت مكشوفة ذات مقعدين.
وصل البث المباشر لإطلاق سبيس إكس إلى أكثر من 2.3 مليون مشاهد متزامن على يوتيوب، ما جعله ثاني أكثر الأحداث الحية مشاهدة على المنصة، بعد حدث آخر متعلق بالفضاء: قفزة فيليكس بومغارتنر من طبقة الستراتوسفير في عام 2012.

## تنبؤات مستقبلية
وجدت عمليات محاكاة على مدى الـ 3 ملايين سنة القادمة أن احتمال اصطدام رودستر بالأرض يساوي 6% تقريبًا، و2.5% بكوكب الزهرة. تشابه هذه الاحتمالات تلك الخاصة بالأجسام الأخرى القريبة من الأرض. أظهرت حسابات المدارات المُختَبرة عمر نصف يساوي 20 مليون سنة، ولكن مع حدوث اختلاف كبير للمسارات مع اقتراب السيارة من نظام الأرض والقمر في عام 2091.
كان ماسك قد تكهن في الأصل بأن السيارة يمكن أن تنجرف في الفضاء لمليار عام. وفقًا للكيميائي ويليام كارول، فإن الإشعاع الشمسي والكوني وتأثيرات النيازك الدقيقة ستلحق أضرارًا هيكلية بالسيارة بمرور الوقت. سوف يحلل الإشعاع في نهاية المطاف أي مادة ذات روابط كربونية، بما في ذلك أجزاء ألياف الكربون الخاصة بالسيارة. قد تدوم الإطارات والطلاء والبلاستيك والجلد نحو عام واحد فقط، بينما ستصمد أجزاء ألياف الكربون لفترة أطول بكثير. في النهاية، سيبقى فقط هيكل الألمنيوم، والمعادن الخاملة، والزجاج الذي لم تحطمه النيازك.